# Daniel O. Fagunwa
Daniel Orowole Olorunfẹmi Fagunwa (* 1903 in Oke-Igbo, Bundesstaat Ondo; † 9. Dezember 1963 in Bida, Bundesstaat Niger), meist Daniel O. Fagunwa, war ein nigerianischer Lehrer und Autor. Er schrieb den ersten Roman in Yoruba.

## Leben
Fagunwa war wie sein landbesitzender Vater Häuptling (oloye) der Yoruba. Früher wurde Fagunwas Geburtsdatum mit 1910 angegeben. Fagunwas mittlerer Name lautete ursprünglich Orowole („der Oro-Kult betritt das Haus“). Der Orokult war ein im vorkolonialen Nigeria unter den Yoruba verbreitetes, in einen Kult gekleidetes System der Rechtsprechung und der Landbesitzkontrolle. Nach dem Übertritt der Familie zum Christentum nannte er sich Olorunfemi („Gott liebt mich“). Der Vater schickte seinen Sohn zum Lehrerstudium an das St. Andrew’s College in Oyo. Fagunwa besuchte das College von 1926 bis 1929 und wurde Schulleiter einer neugegründeten Grundschule, wo er bis 1939 arbeitete.
Für sein erstes Buch erhielt er ein Honorar von 25 Pfund Sterling, womit er nie gerechnet hatte. Von diesem Honorar finanzierte er die Hochzeit mit seiner ersten Frau. Später wurde er Chefdolmetscher des Gouverneurs der nigerianischen Westregion. 1961 übernahm er in Oke-Ado, einem Stadtteil Ibadans, die Repräsentanz des britischen Verlags Heinemann.
1963 ertrank Fagunwa bei einem Unfall in einem Fluss.

## Werk
1938 schrieb er im Rahmen eines Wettbewerbs des Nigerianischen Erziehungsministeriums den Roman Ògbójú Ọdẹ nínú Igbó Irúnmalẹ̀ („Der kühne Jäger im Wald der vierhundert Geister“), der allgemein als das erste größere Werk in Yoruba gilt und einer der ersten Romane in einer afrikanischen Sprache überhaupt ist. Angeblich begann er das Werk auf einem einsamen Buschpfad unter einem Baum zu schreiben, dessen dichte Zweige kein Sonnenlicht durchließen. Dort hielt ihn eine Frau zunächst für einen Geist und rief Helfer herbei, die ihn fast getötet hätten. Oft verließ Fagunwa nachts das Haus und ließ sich auf Friedhöfen und anderen Orten von Geistern inspirieren. Kreuzte ein Tier seinen Weg, ging er ihm nach und deutete die Richtung als Vorzeichen.
Das Buch wurde mindest 15-mal neu aufgelegt. Wole Soyinka übersetzte es 1968 recht frei ins Englische (The Forest of A Thousand Demons; A Hunter’s Saga), was seinen nach eigenen Aussagen ein sehr schwieriges Unterfangen war. Es wurde 2016 auch ins Türkische übersetzt (400 İlah Ormanı). Weitere Werke Fagunwas waren Igbo Olodumare (The Forest of God, 1949), Ireke Onibudo (The Sugar Cane of the Guardian, 1949), Irinkerindo ninu Igbo Elegbeje (Expedition to the Mount of Thought, 1954) und Adiitu Olodumare (The Secrets of the Almighty, 1961), dessen zweiten Teil er nicht mehr fertigstellen konnte.
Fagunwas Romane basieren auf traditionellen Volkserzählungen und enthalten viele magische, übernatürliche und bizarre Elemente. Sie beschränken sich jedoch anders als die traditionellen Erzählungen nicht auf eine lockere Folge von Episoden, sondern haben eine logische Handlungsfolge. Auch ist die Charakterzeichnung schärfer, die beschreibungen sind präziser. Die Helden der Romane sind meist Yoruba-Jäger, die mit Königen, weisen Männern, Hexen oder Geistern interagieren.
Stilistisch sind sie durch die Verwendung der traditionellen rhetorischen Elemente der Yorubasprache gekennzeichnet. Die oft humorvollen Dialoge enthalten viele Wortspiele. Maßlose Übertreibungen gehören ebenso dazu wie rhetorische Kunstgebilde, die entstehen, wenn Sachverhalte in immer wieder neuen Formulierungen beschrieben werden. Deren Wiederholungen und Variationen entsprechen einem sich steigernden Trommelklang. In Fagunwas Romanen spiegelt sich auch der Konflikt zwischen traditioneller und christlicher Religion. Andere nigerianische Autoren wie Amos Tutuola wurden von ihm beeinflusst.

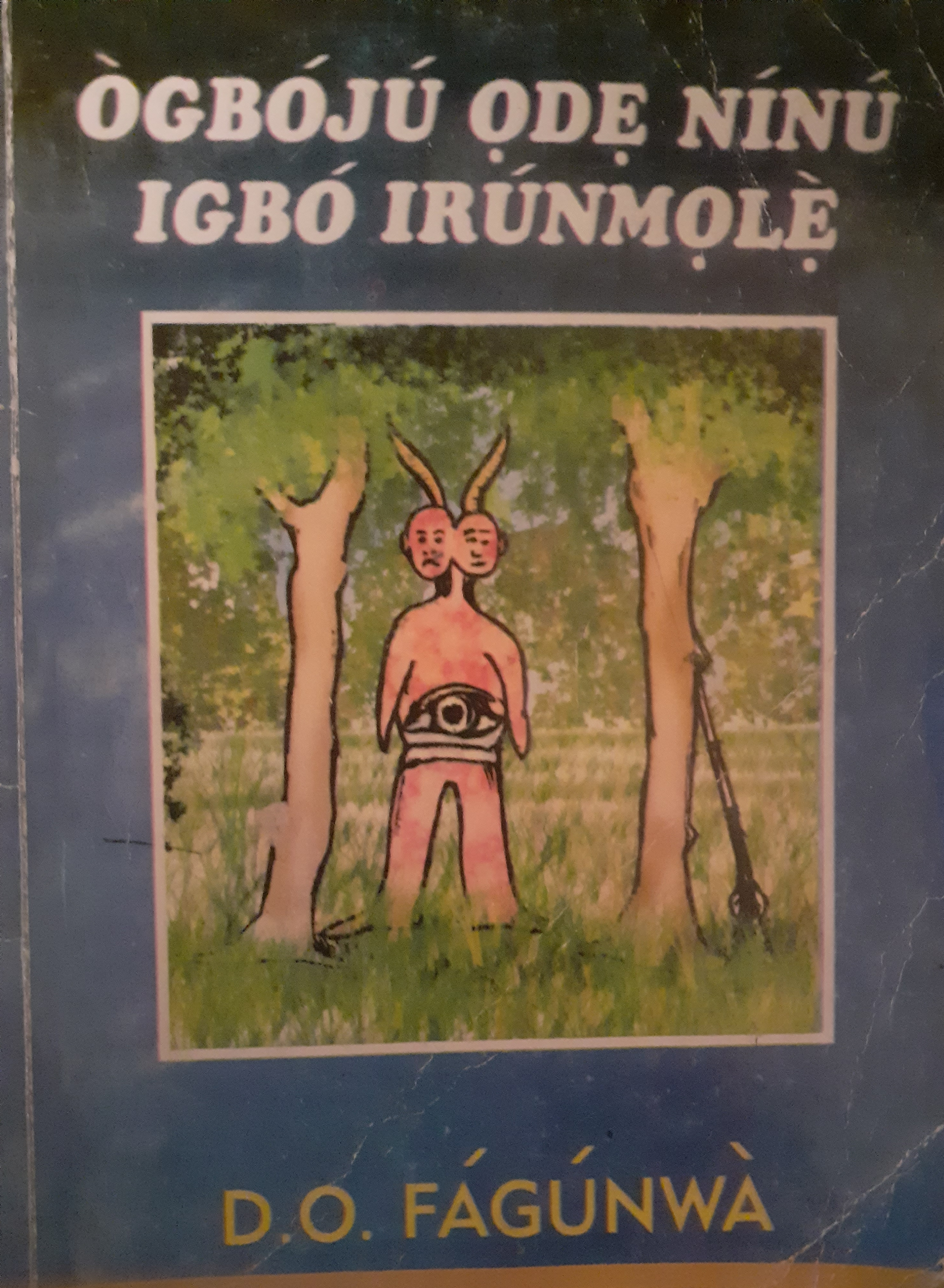
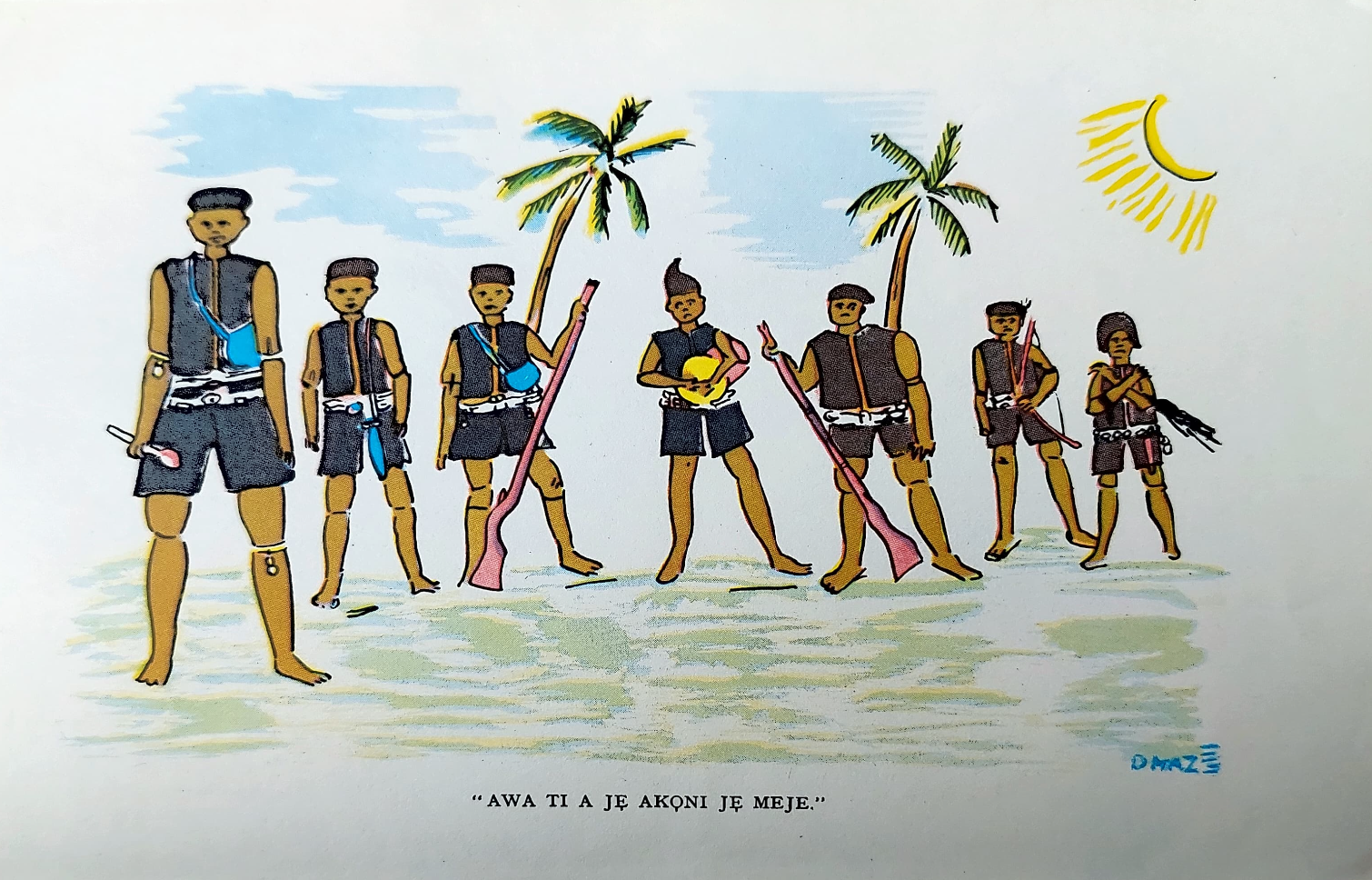
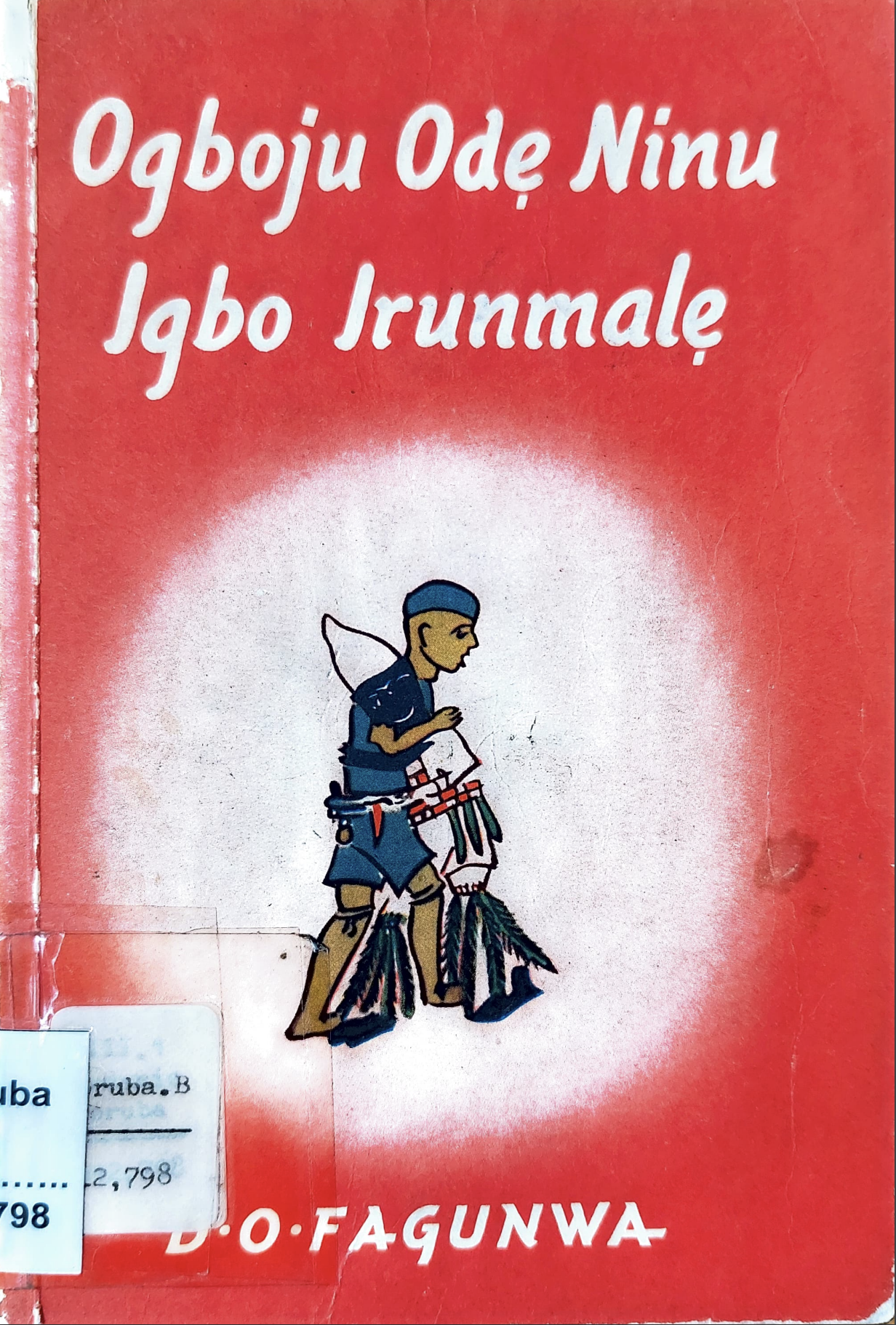

## Ehrungen
Fagunwa erhielt 1955 den Margaret-Wrong-Preis des International Committee on Christian Literature for Africa (ICCLA) und war seit 1959 Träger des Order of the British Empire. Nach ihm wurde die Fagunwa Memorial High School in Okeigbo benannt.